# STC Delta

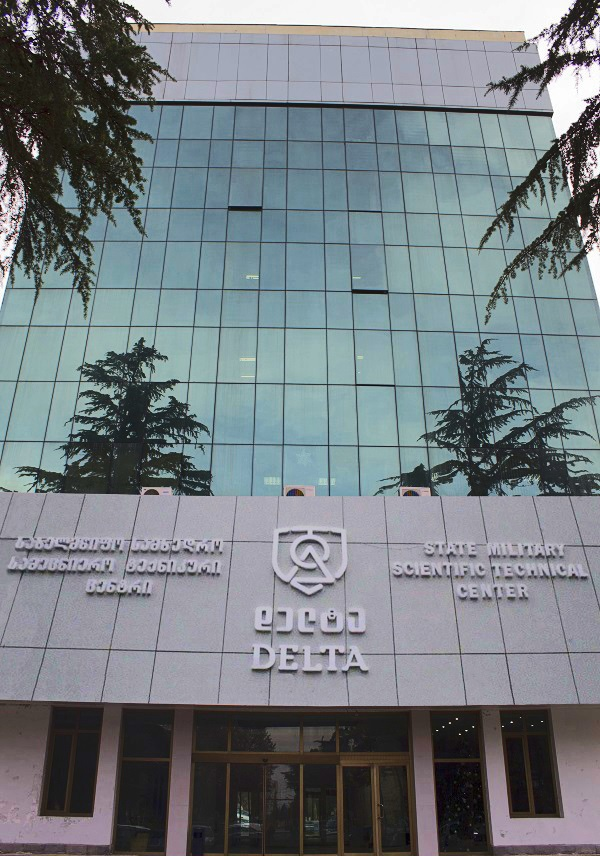
STC Delta

Das Institut STC Delta (Kurzform von Scientific-Technical Center Delta; georgisch სსიპ – სსსტც დელტა) ist eine staatliche Produktions- und F&E-Einrichtung für militärische und zivile Ausrüstung in Georgien. Das Institut mit Sitz in der Hauptstadt Tiflis wurde aus insgesamt sechs wissenschaftlichen Forschungszentren und Produktionsanlagen gegründet, deren Geschichte bis in die frühen 1940er-Jahre der ehemaligen georgischen SSR zurückreicht.
STC Delta beschäftigt mehrere tausend Mitarbeiter und konzentriert sich auf die Produktion, Erforschung und Entwicklung neuer militärischer Projekte sowie die Modernisierung und Produktion bereits etablierter sowjetischer Militärhardware. Das STC Delta fällt unter die Zuständigkeit des georgischen Verteidigungsministeriums, nachdem es zwischenzeitlich dem georgischen Wirtschaftsministerium unterstand.

## Geschichte
Die Geschichte von STC Delta nimmt ihren Anfang im Jahr 1995. Damals wurde die reaktive Panzerbüchse RPG-7, Splittergeschosse vom Typ „Kodor“ für die RPG-7, 82-mm- und 120-mm-Mörser und andere Kleinwaffen sowie Munition für die georgischen Streitkräfte hergestellt. Im Jahr 1999 präsentierte das Institut erstmals seine Produktpalette im Ausland, nämlich auf der rumänischen Rüstungsmesse EXPOMIL-99. Von 2000 bis 2002 produzierte Delta geringe Mengen an leichten Angriffsfahrzeugen der Typen DELGA-1 und DELGA-2, die zum Testen an georgische Spezialeinheiten übergeben wurden. Mit dem Ziel, einen militärisch-industriellen Komplex in Georgien zu etablieren, wurde am 1. Juli 2010 das Staatsunternehmen JSC Tbilawiamscheni mitsamt allen Vermögenswerten in Delta integriert. Dadurch wurde das Produktspektrum um die Luftfahrtsparte erweitert, die auf langjährige Erfahrung zurückblicken kann, so wurde zu Sowjetzeiten das Kampfflugzeug Suchoi Su-25 in Tiflis gebaut.
Der Kaukasuskrieg 2008 unterstrich die Ambitionen Georgiens, eine unabhängige heimische Rüstungsindustrie aufzubauen. Neben Handfeuerwaffen werden seit 2010 neben einer Reihe gepanzerter Fahrzeuge, wie zum Beispiel der Didgori, der Lazika oder der Mehrfachraketenwerfer DRS-122 auch unbemannte Luftfahrzeuge produziert. Seit 2014 werden neben Schutzwesten und Helmen für den militärischen und zivilen Gebrauch auch Scharfschützengewehre, Pistolen und optische Visiergeräte hergestellt, die sich qualitativ mit westlichen Produkten messen lassen sollen. Im Jahr 2016 wurden Produkte im Wert von fast 300 Millionen Lari exportiert, darunter fällt auch eine Bestellung aus Saudi-Arabien, welche die Lieferung von 100 Didgori Medevac umfasste.

## Militärische Produkte
| Produkt                                                          | Produkt                                                          | Foto                      | Typ                                                                     |                           |
| Mannschaftstransportwagen                                        | Mannschaftstransportwagen                                        | Mannschaftstransportwagen | Mannschaftstransportwagen                                               | Mannschaftstransportwagen |
| Didgori-Serie Mannschaftstransportwagen                          |                                                                  |                           |                                                                         |                           |
| ---------------------------------------------------------------- | ---------------------------------------------------------------- | ------------------------- | ----------------------------------------------------------------------- | ------------------------- |
| Didgori-Serie Mannschaftstransportwagen                          | Didgori-1                                                        |                           | Mannschaftstransportwagen                                               |                           |
| Didgori-Serie Mannschaftstransportwagen                          | Didgori-2                                                        |                           | Aufklärungs- und Transportfahrzeug                                      |                           |
| Didgori-Serie Mannschaftstransportwagen                          | Didgori Communication vehicle                                    |                           | Kommando- und Kommunikationsfahrzeug                                    |                           |
| Didgori-Serie Mannschaftstransportwagen                          | Didgori-3                                                        |                           | Mannschaftstransportwagen                                               |                           |
| Didgori-Serie Mannschaftstransportwagen                          | Didgori Medevac                                                  |                           | Gepanzerter Sanitätskraftwagen                                          |                           |
| Didgori-Serie Mannschaftstransportwagen                          | Didgori Warrior                                                  |                           | Aufklärungsfahrzeug und Waffenträger                                    |                           |
| Modernisierter BRDM-2 mit fernbedienbarer Waffenstation, DRWS-2. | Modernisierter BRDM-2 mit fernbedienbarer Waffenstation, DRWS-2. |                           | Aufklärungsfahrzeug                                                     |                           |
| Schützenpanzer                                                   |                                                                  |                           |                                                                         |                           |
| Lazika                                                           | Lazika                                                           |                           | Schützenpanzer, teilweise unter Einbeziehung von Technologien des BMP-1 |                           |
| Pionierfahrzeug                                                  |                                                                  |                           |                                                                         |                           |
| Minenräumfahrzeug                                                | Minenräumfahrzeug                                                |                           | Gepanzertes Minenräumfahrzeug auf Basis eines Radladers                 |                           |

| Produkt                                          | Produkt                      | Foto                         |                              |
| Fernbedienbare Waffenstation                     | Fernbedienbare Waffenstation | Fernbedienbare Waffenstation | Fernbedienbare Waffenstation |
| ------------------------------------------------ | ---------------------------- | ---------------------------- | ---------------------------- |
| Fernbedienbare Waffenstation                     |                              |                              |                              |
| DRWS-1                                           |                              |                              |                              |
| DRWS-2                                           |                              |                              |                              |
| RWS-23                                           |                              |                              |                              |
| Artillerie                                       |                              |                              |                              |
| Raketenwerfer                                    |                              |                              |                              |
| DRS-122 122-mm-Mehrfachraketenwerfer             |                              |                              |                              |
| Mörserträger                                     |                              |                              |                              |
| GMM-120                                          |                              |                              |                              |
| Mörser                                           |                              |                              |                              |
| GNM-60-mkudro-60-mm-Handmörser                   |                              |                              |                              |
| GM-60 60-mm-Mörser                               |                              |                              |                              |
| GM-82 82-mm-Mörser                               |                              |                              |                              |
| GM-120 120-mm-Mörser                             |                              |                              |                              |
| GMM-120 120-mm-Mörser                            |                              |                              |                              |
| Luftfahrzeuge und Flugkörper                     |                              |                              |                              |
| SU-25KM „Scorpion“                               |                              |                              |                              |
| Unbemanntes Luftfahrzeug                         |                              |                              |                              |
| Multi-function Unmanned Helicopter               |                              |                              |                              |
| Luft-Luft-Raketen                                |                              |                              |                              |
| Wympel R-60 infrarotgelenkte Luft-Luft-Lenkwaffe |                              |                              |                              |
| Wympel R-73 infrarotgelenkte Luft-Luft-Lenkwaffe |                              |                              |                              |
| Seezielflugkörper                                |                              |                              |                              |
| K-10S (K-10С) Seezielflugkörper                  |                              |                              |                              |